# Коломна
Коломна (рус. Коло́мна) град је у Русији и административно средиште Московске области. Утемељен је 1177. године. Налази се на обалама ријека Москве и Оке. Према попису становништва из 2010. у граду је живело 144.642 становника. Налази се на Рјазањској линији Московске пруге, 116 km удаљена од Москве.
Као и многи стари руски градови, Коломна има властити кремљ, средишњу утврду, сличну Московском кремљу. Коломњански кремљ је такође изграђен од црвене опеке. Био је дио система Велике одбрамбене линије. Неколико кула и дијелови зидина су добро очувани.

## Историја
Први пут се спомиње 1177. године, Коломна је основана у периоду од 1140. до 1160. године, према најновијим археолошким истраживањима. Име Коломне потиче из староруског израза "на кривини (у реци)", поготово пошто се стари град налази на оштрој кривини реке Москве. Године 1301. Коломна је инкорпорирана у Московску Кнежевину.
Као и у неким другим древни руским градовима, Коломна има кремљ, који је цитадела слична оној познатој у Москви, а такође је направљена од црвене опеке. Камен Коломна Кремља је саграђен од 1525. до 1531. године током владавине руског цара Василија III Ивановича. Коломна цитадела била је део градице Великог Абатиса и, иако је велики део околног зида уклоњен у осамнаестом веку, а материјали који су се користили за изградњу других јавних зграда, преостали део зида, неколико кула и неколико унутрашњих зграда су очувани и одржавани у добром стању. Музеј се налази унутра. Испред фасаде налази се статуа Дмитрија Донскога, који прославља окупљање својих трупа у Коломни пре Битке код Куликова 1380. године.
Због осетљиве војне производње ракетних компоненти, Коломна је био затворени град до 1994. године. И даље се не налази као град Златног прстена упркос кремљу и великом броју добро очуваних цркава и манастира.

## Транспорт

### Железница
Коломна се налази на Рјазањској линији пруге Москве, 116 km (72 mi) од Москве. У Коломни постоји пет железничких станица (Коломна, Шчурово, Бохманово, Сичево) и један терминал (Голутвин).

### Јавни превоз
У граду се налазе два терминала за аутобус. Јавни превоз у граду саобраћа уз помоћ трамваја и аутобуса..

### Водени саобраћај
Коломна се налази на три реке и има путнички и транспортни саобраћај на води. Најпознатији је Бохманово.

## Спортови
Коломна има центар за брзо клизање и то је олимпијско клизалиште које се користи за руска и међународна првенства. Био је домаћин на Европском првенство у брзом клизању 2008. године и на Светском првенство у брзом клизању 2016 године. Тај центар се сматра једним од најсавременијих клизалишта на свету.

## Становништво
Према прелиминарним подацима са пописа, у граду је 2010. живело 144.642 становника, 5.487 (3,65%) мање него 2002.
| Година       | 1897 | 1926 | 1939 | 1959  | 1962  | 1967  | 1970  | 1973  | 1976  | 1979  |
| ------------ | ---- | ---- | ---- | ----- | ----- | ----- | ----- | ----- | ----- | ----- |
| Становништво | 20.9 | 35   | 85   | 118   | 125   | 131   | 136   | 140   | 145   | 146.5 |
| Година       | 1982 | 1986 | 1989 | 1992  | 1996  | 1998  | 2000  | 2001  | 2003  | 2006  |
| Становништво | 151  | 158  | 162  | 163.7 | 153.6 | 152.1 | 150.7 | 149.6 | 150.1 | 148.0 |

## Градови побратими
- Молодечно
- Бауска
- Москва

## Галерија
- LiAZ-6212 зглобни аутобус
- 71-623 трамвај са ниским улазом
- Железничка станица Голутвин